# Geografia da Bósnia e Herzegovina

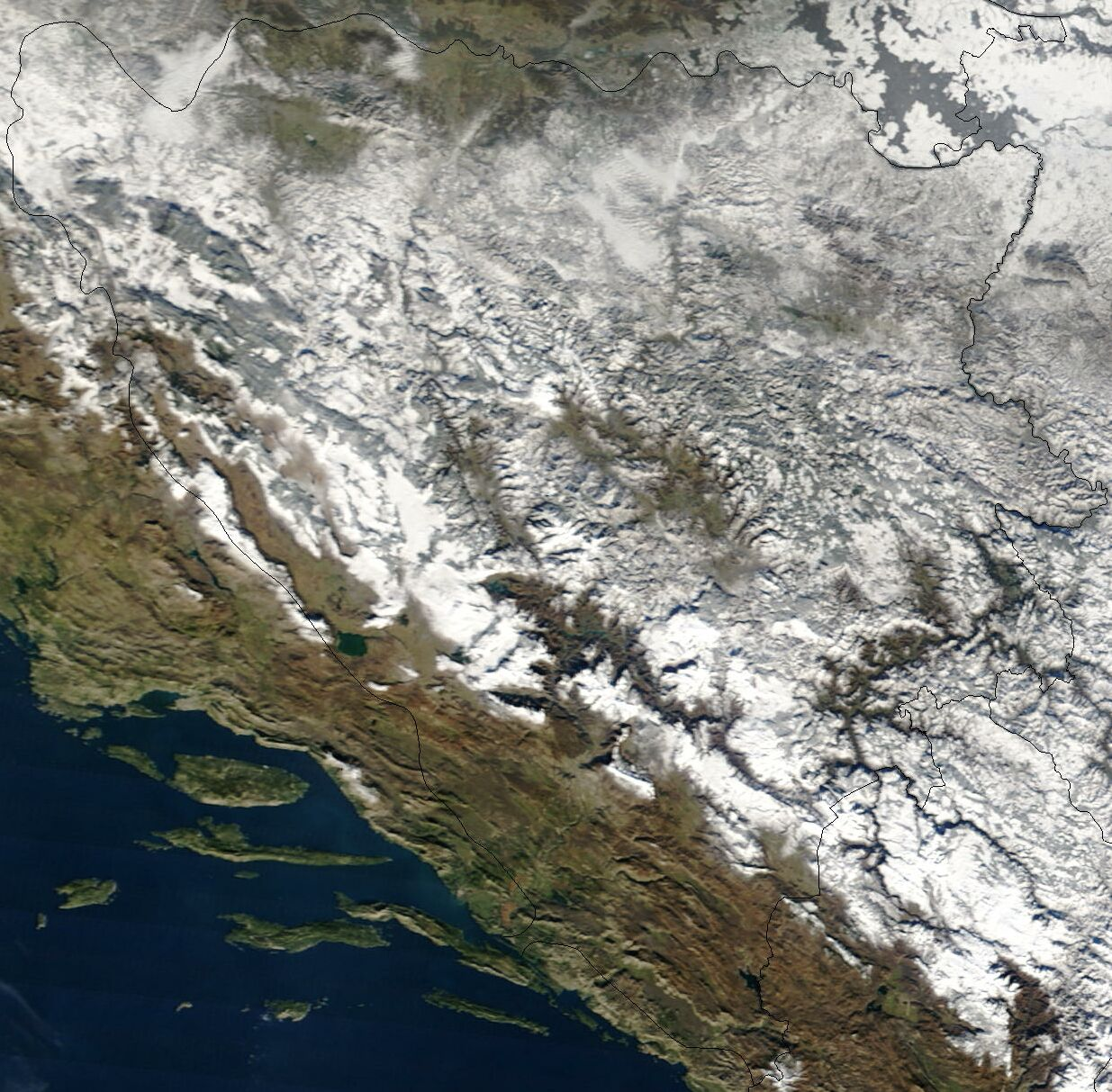
Imagem de satélite da Bósnia e Herzegovina, em dezembro de 2002.

A Bósnia e Herzegovina  (nome local: Bosna i Hercegovina)  é uma república federal situada  nos Bálcãs ocidentais, entre a Europa Meridional e a Europa Oriental. Faz fronteira com a Sérvia, a leste; Montenegro, ao sul, e a Croácia, ao norte e ao sudoeste. A Herzegovina é uma região sem fronteiras claras, no sul do território.
A cidade portuária de Neum, no cantão de Herzegovina-Neretva, às margens do Adriático, é a única ligação com o mar. A cidade tem 24,5 km de costa. O país é atravessado pelos Alpes Dináricos, que o dividem em estreitos vales e o isolam do mar Adriático, além de formar planaltos interiores, seguindo por elevações maiores no centro-sul, rumo à fronteira com Montenegro no Pico Maglic e seus 2.386 m. de altitude, o ponto mais elevado do país.
O nome do país vem das duas regiões, a Bósnia e a Herzegovina, que estão separadas por uma fronteira definida muito vagamente. A Bósnia ocupa as zonas setentrionais, que são aproximadamente 4/5 de todo o país, e Herzegovina ocupa o resto, na parte meridional.
A população é de 4.613.414 habitantes (est. julho de 2009).
Grupos étnicos:
- bósnios 48%
- sérvios 37,1%
- croatas 14,3%
- outros 0,6% (2000).

Idiomas: bósnio, croata e sérvio.
Existem três etnias, de diferentes tradições religiosas: bosníacos (muçulmanos, 45%), sérvios (ortodoxos, 30%) e croatas (católicos, 17%). O termo bósnios aplica-se ao conjunto dos habitantes da Bósnia e Herzegovina.
Politicamente, Bósnia e Herzegovina está dividida entre a República Sérvia (ou Sprska) e a Federação Bosníaco-Croata da Bósnia.
A declaração de soberania da Bosnia e Herzegovina, em outubro de 1991 foi seguida de uma declaração de independência em relação à  Iugoslávia, em 3 de março de 1992, após um referendo boicotado pelos sérvios étnicos. Os bósnios de etnia sérvia - apoiados pela Sérvia e Montenegro - responderam com resistência armada, visando a compartimentação da república, através de linhas étnicas, e a consolidação das áreas em poder dos sérvios, para formar uma "Grande Sérvia". Em março de 1994, bosníacos e croatas reduziram o número de facções beligerantes de três para duas, mediante a assinatura de um acordo que criou a Federação Bosníaco-Croata da Bosnia e Herzegovina. Em 21 de novembro de 1995, em Dayton, Ohio, as partes beligerantes iniciaram um acordo de paz, que resultou em uma trégua de três anos na guerra civil interétnica. O acordo definitivo foi assinado em Paris, a 14 de dezembro de 1995).